# Pataecidae
Pataecidae (trong tiếng Anh gọi là "Australian prowfish") là một họ cá trong bộ Scorpaeniformes. Các loài trong họ này nổi bật với một vây lưng dài chạy từ rìa đầu đến vây đuôi chót thân, tạo cho chúng cái dạng "mũi thuyền". Chúng không có vảy và vây chậu.

## Hình ảnh

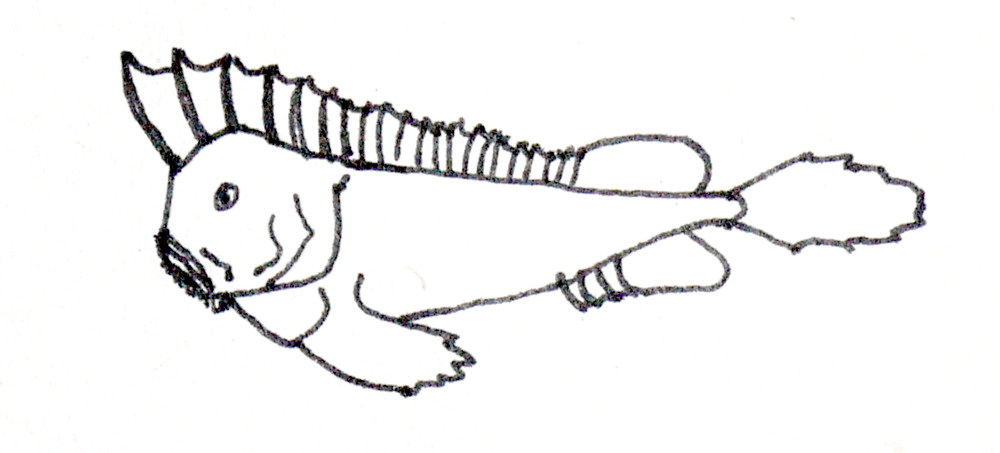